# 奧闊卡鎮區 (伊利諾伊州亨德森縣)
奧闊卡鎮區（英語：Oquawka Township）是位於美國伊利諾伊州亨德森縣的一個行政鎮區。

## 地方資料
根據2010年美國人口普查的數據，奧闊卡鎮區的面積為73.80平方千米，當中陸地面積為62.70平方千米，而水域面積為11.10平方千米。當地共有人口1876人，而人口密度為每平方千米25.42人。